# Cullen badocanum
Cullen badocanum là một loài thực vật có hoa trong họ Đậu. Loài này được (Blanco) Verdc. miêu tả khoa học đầu tiên.